# Klunkeribis
Der Klunkeribis (Bostrychia carunculata) ist ein afrikanischer Vogel aus der Familie der Ibisse und Löffler.
Der Klunkeribis hat ein eingeschränktes Verbreitungsgebiet im Hochland von Äthiopien, ist in diesem aber relativ häufig. Die IUCN schätzt den globalen Bestand auf zwischen 10.000 und 25.000 Individuen und stuft die Art als nicht gefährdet ein.

## Aussehen
Der Klunkeribis ist mit einer Größe von 65 bis 76 cm vergleichbar dem ähnlichen Hagedasch, vom Gesamteindruck des Gefieders aber deutlich dunkler. Auffallend im Kontrast zum schwarzen Gefieder steht ein großer weißer Flügelfleck. Auch die Iris ist weiß. Weitere Charakteristika sind die schwarzen Schopffedern und ein schwarzer Kehllappen, der zur englischen Artbezeichnung Wattled Ibis geführt hat. Ein auffallender Geschlechtsdimorphismus ist nicht festzustellen. Das Gefieder der Jungvögel ist stumpfer, ohne den weißen Flügelfleck und ohne Kehllappen.

## Verhalten
Der Lebensraum umfasst Flussläufe mit felsigen Ufern, Feuchtgebiete, aber auch lockere Wälder und Äcker. Das äthiopische Hochland wird auf einer Höhenstufe zwischen 1500 und 4100 m besiedelt. Meistens kann der Klunkeribis in kleinen Schwärmen beobachtet werden, nicht selten auch in Siedlungsnähe, z. B. in Addis Ababa.

## Nahrung und Nahrungserwerb
Die Nahrung des Klunkeribisses besteht aus Insekten und deren Larven, Würmern, Schnecken und deren Eiern, Heuschrecken, Spinnen, seltener auch aus kleinen Säugetieren, Reptilien und Amphibien. Die Nahrung sucht der Vogel auf typische Ibisart, indem er mit seinem Schnabel im Boden stochert. Manchmal folgt er auch Tierherden und durchsucht den Dung nach Käfern.

## Fortpflanzung
Der Klunkeribis baut Nester aus Zweigen, Gras und Blättern auf horizontalen Ästen in Bäumen oder auf Felsen, manchmal in kleinen Kolonien. Das Gelege besteht aus  zwei oder drei Eiern.